# Gula bandet

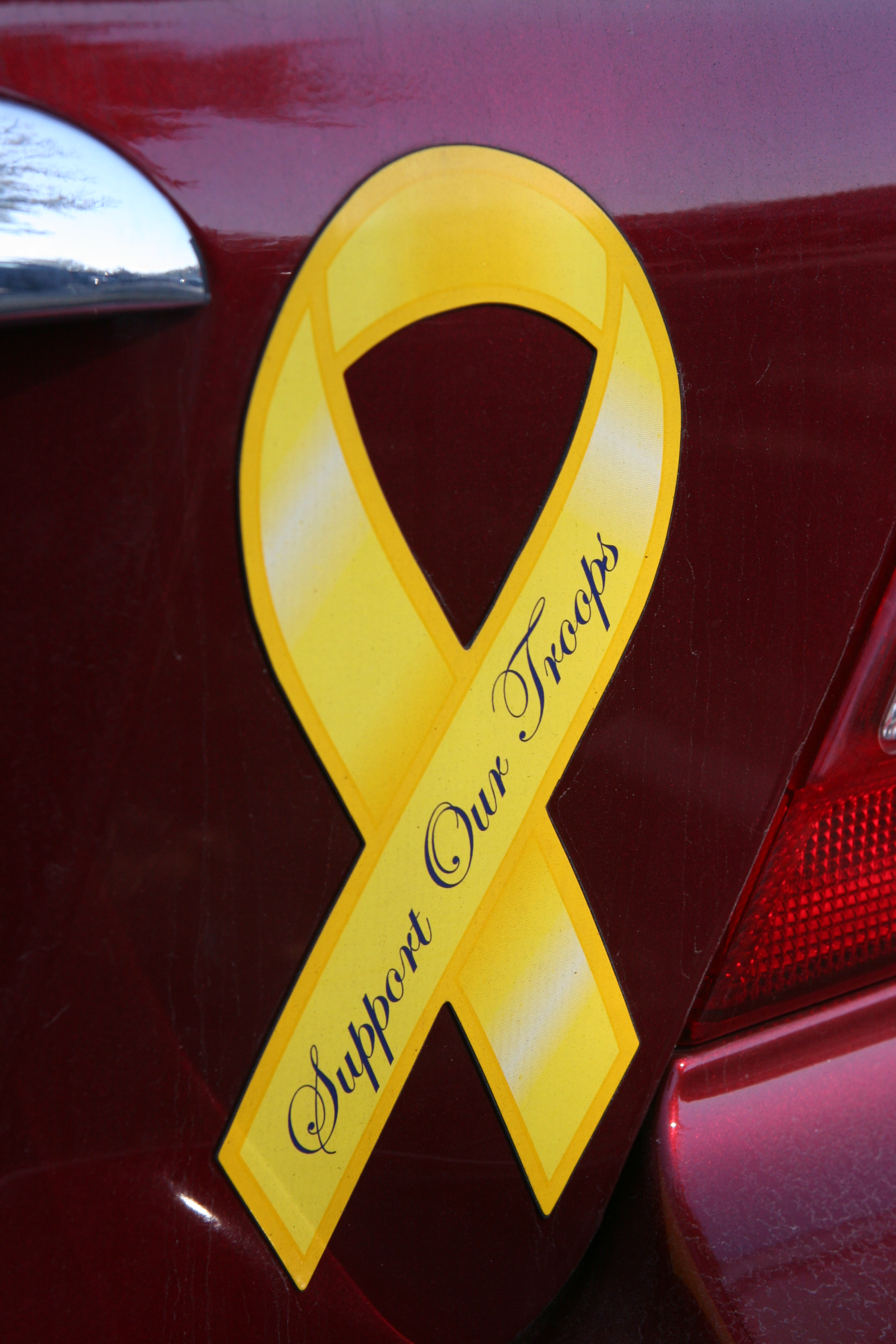
Gula bandet-dekal på bil, med texten Support Our Troups - stöd våra trupper.

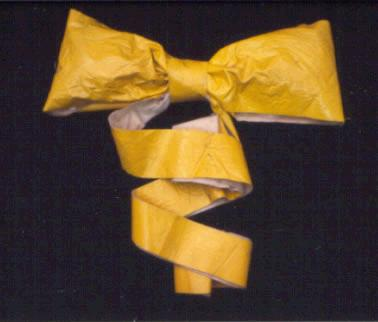
Penelope Laingens gula band.

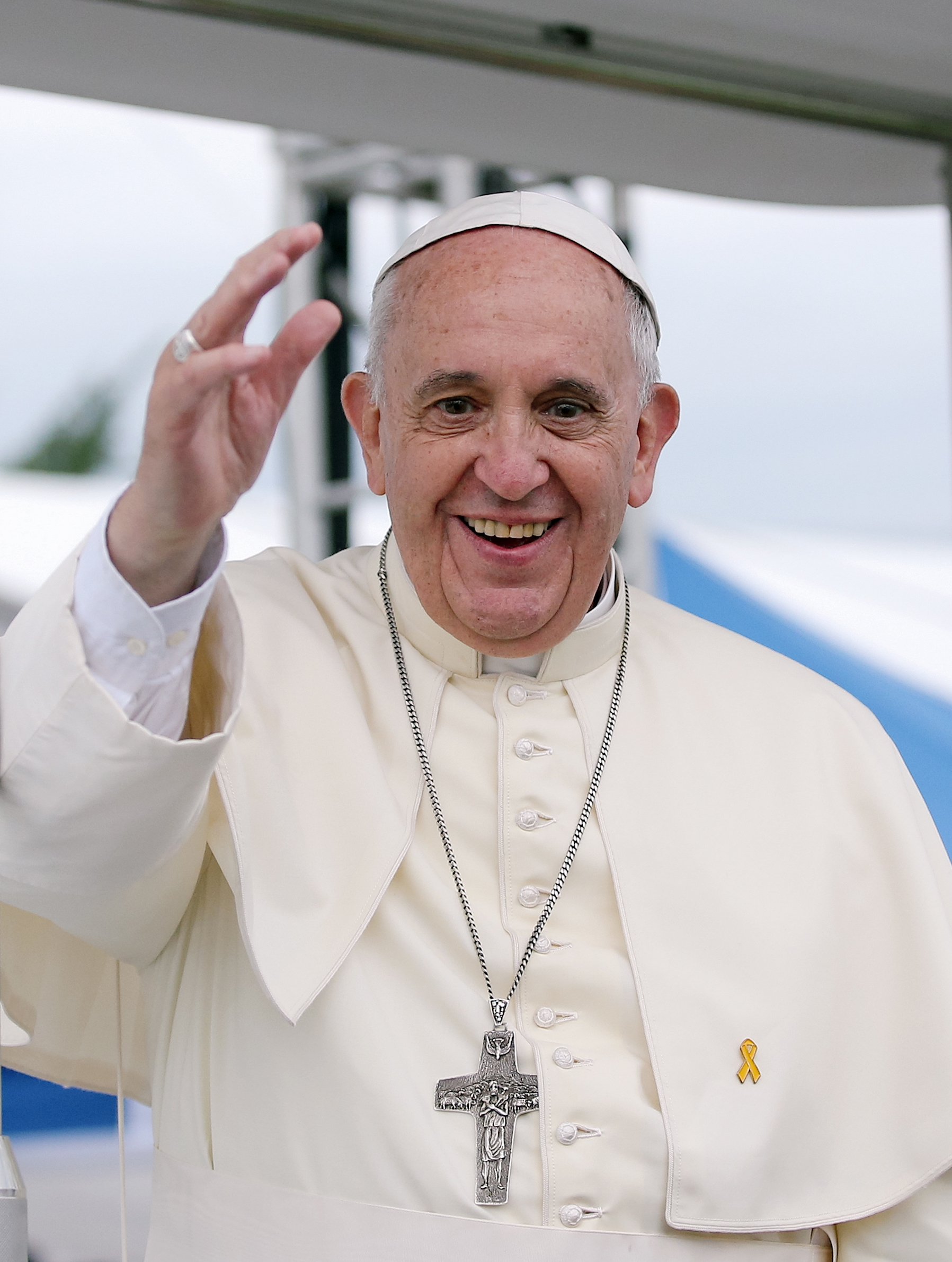
Påven Franciskus på besök i Korea 2014, med gula bandet-nål på bröstet. Det koreanska gula bandet är till minne av de som dog när färjan Sewol sjönk i april 2014.

Det Gula bandet (engelska: Yellow Ribbon) är ett av de tidigaste etablerade färgbanden som ännu används i syfte att väcka uppmärksamhet eller visa stöd för särskilt ärende. I Sverige har bandet kommit att användas av Sveriges Veteranförbund till stöd för de som tjänstgör i utlandsstyrkan. Gula bandet används även för att sprida uppmärksamhet till endometrios.

## Historia
Det Gula Bandet nämndes först i en marsch som sjöngs av den Amerikanska militären. Den första version som någon registrerade upphovsrätt på, efter det amerikanska systemet, hade titeln Round her neck she wears a yellow ribbon och registrerades 1917 av George A. Norton. Under 1940-talet kom åtskilliga musiker att tolka låten på sina egna sätt.
Texten kom att inspirera till låten Tie a Yellow Ribbon Round the Ole Oak Tree av Irwin Levine och L. Russell Brown, som blev en hit med Dawn featuring Tony Orlando 1973 och senare spelades in av många andra artister, exempelvis Frank Sinatra. Texten handlar om en frigiven fånge som kommer hem och undrar om hans fru förlåtit honom; om hon längtar efter honom och han är välkommen hem ska hon som ett tecken knyta ett gult band i den gamla eken. 
I november 1979, under gisslankrisen i Iran, ordnade en kommitté en kampanj där man genom att knyta gula band runt träd skulle visa sitt stöd för gisslan. Penelope Laingen, fru till diplomaten Bruce Laingen som var en av de som tagits till gisslan, knöt ett sådant band runt ett träd hemma hos sig i december och hjälpte till att sprida symbolen. Det gula bandet fick ytterligare ett genombrott i USA när de anhöriga till soldater i trupperna i Gulfkriget började bära symbolen. Många andra länder runt om i världen har därefter följt USA med att göra detsamma i syfte att stödja sina soldater (support our troops) som åker utomlands, särskilt i andra världsdelar.

## Gula bandet i Sverige
I Sverige har Sveriges Veteranförbund Fredsbaskrarna populariserat och tagit fram det Gula Bandet till stöd för civila och militära veteraner som tjänstgjort i internationella insatser utomlands i statlig eller överstatlig regi. För varje sålt Gula Band går överskottet oavkortat till Sveriges Veteranförbunds kamratstödjande verksamhet, som är till för att hjälpa veteraner som har skadats fysiskt och/eller psykiskt under sin internationella insats och är behov av till exempel rehabilitering eller hjälpmedel.

## Gula bandet i Katalonien
Det har kommit att användas för att stödja de som är häktade eller fängslade med anledning av självständighetssträvandena i Katalonien under andra halvan av 2010-talet.